# Landelijke fietsroute 52
De Guldensporenroute of LF52 was een LF-route in België en Frankrijk tussen Zeebrugge en Armentières, een route van ongeveer 128 kilometer. Het fietspad was een verbinding tussen de Noordzee bij Zeebrugge (waar de route aansloot op de LF1. De naam komt van de Guldensporenslag bij Kortrijk.  
Na de Belgische kust gaat de route langs Brugge en kruist de LF1. De LF53 voegt zich bij de route tot net na Tielt, in Tielt is ook de kruising met de LF39. Boven Kortijk komt de route uit op de Leie en de route volgt deze rivier tot Armentières waarbij een deel samenloopt met de LF6. In de buurt van de grens met Frankrijk is een afslag waar via de Voie Vert de la Deule het centrum van Lille kan worden bereikt. De route eindigt in Armentières bij de kerk. Hier kon eventueel de Voie Vert langs de rivier de Lys worden opgepakt.